# Angela Moscarelli
Angela Moscarelli es una deportista estadounidense que compitió en tiro con arco, en la modalidad de arco compuesto. Ganó dos medallas de oro en el Campeonato Mundial de Tiro con Arco al Aire Libre de 1995 y una medalla de oro en el Campeonato Mundial de Tiro con Arco en Sala de 1995.

## Palmarés internacional
| Campeonato Mundial al Aire Libre | Campeonato Mundial al Aire Libre | Campeonato Mundial al Aire Libre | Campeonato Mundial al Aire Libre |
| Año                              | Lugar                            | Medalla                          | Prueba                           |
| -------------------------------- | -------------------------------- | -------------------------------- | -------------------------------- |
| 1995                             | Yakarta (Indonesia)              | Medalla de oro                   | Individual                       |
| 1995                             | Yakarta (Indonesia)              | Medalla de oro                   | Equipo                           |
| Campeonato Mundial en Sala       |                                  |                                  |                                  |
| Año                              | Lugar                            | Medalla                          | Prueba                           |
| 1995                             | Birmingham (Reino Unido)         | Medalla de oro                   | Equipo                           |